# Hartmeyeria triangularis
Hartmeyeria triangularis är en sjöpungsart som beskrevs av Friedrich Ritter 1913. Hartmeyeria triangularis ingår i släktet Hartmeyeria och familjen lädermantlade sjöpungar. Inga underarter finns listade i Catalogue of Life.